# 津田信澄 (尾張藩)
津田 信澄（つだ のぶすみ）は、江戸時代中期の尾張藩士。家紋は織田木瓜。

## 略歴
元文4年（1739年）、志水忠梁の七男として誕生した。岩倉織田氏の系統津田信栄の養嗣子として家督相続（500石、普請組寄合）。御先手御足軽頭、御歩行頭となる。
寛政7年（1795年）、嫡子の信寧に家督を譲り隠居、まもなく病没する。享年57。